# Oratorio dei Sette Dormienti
L'oratorio dei Sette Dormienti è una chiesa sconsacrata di Roma, nel rione Celio, in via di porta San Sebastiano.

## Storia
L'oratorio, menzionato dal codice di Torino come oratorio di san Gabriele arcangelo, fu scoperto da Mariano Armellini nel 1875 all'interno di un casale della vigna Pallavicini, ed utilizzato, all'epoca, come deposito di formaggi.
L'oratorio fu edificato nel XII secolo all'interno di strutture d'epoca romana, resti di una casa romana a più piani. Data la lontananza dal centro della città, esso fu più volte abbandonato; dapprima nel XIV secolo, poi, dopo il restauro effettuato da papa Clemente XI nel 1710, di nuovo abbandonato e trasformato in deposito di un casale che, nel frattempo, vi era stato costruito sopra.
È in queste condizioni che lo trovò l'Armellini nella seconda metà dell'Ottocento. Nel secolo scorso infine l'oratorio fu isolato dal resto delle strutture e restaurato nel 1962.
Benché dedicato all'arcangelo Gabriele, l'oratorio è conosciuto come quello dei Sette Dormienti, martiri di Efeso del III secolo che, dopo essere stati murati vivi in una grotta, furono ritrovati due secoli dopo ancora vivi e dormienti.
L'oratorio e gli ambienti annessi sono ancora di proprietà della famiglia Pallavicini, a cui si devono gli ultimi restauri.

## Descrizione
All'epoca della scoperta, così l'Armellini ne descrisse gli interni:
Le pitture rappresentano nella lunetta superiore della parete di fondo il busto del Salvatore fra i cori degli angeli che l'adorano. Agli angoli della lunetta rimangono i ritratti di due personaggi che offrirono quella pittura e che oggi sono cogniti per i dipinti della basilica sotterranea di s. Clemente. È la coppia dei coniugi Beno de Rapiza e Maria, che vissero tra i secoli XII e XIII, alla cui età appartengono le pitture; infatti sotto le loro immagini si veggono i nomi Beno e Maria.
Molte figure d'angeli, e di santi monaci greci, e di sante cinte il capo di nimbo adornano le pareti laterali di quest'oratorio, che io ho scoperto undici anni or sono.»
(Armellini, op. cit. p. 597)
Le indagini archeologiche hanno permesso di scoprire che l'oratorio fu installato al primo piano di una casa romana del II secolo; nel piano superiore sono stati scoperti resti di mosaici pavimentali ancora in situ. Al primo piano inoltre sono stati identificati resti di una tomba monumentale del I secolo a.C.